# Lachnosterna serrata
Lachnosterna serrata is een keversoort uit de familie bladsprietkevers (Scarabaeidae). De wetenschappelijke naam van de soort is voor het eerst geldig gepubliceerd in 1787 door Fabricius.